# Gettin' Down To It
Albums de James Brown
Say It Loud, I'm Black and I'm Proud The Popcorn
Gettin' Down to It est un album de James Brown paru en 1969. Enregistré entre décembre 1968 et mars 1969 à Cincinnati avec le Dee Felice Trio, ce disque publié par Verve Records regroupe une dizaine de standards du jazz rendus célèbres par Frank Sinatra, et deux de ses anciens titres, Cold Sweat et There Was A Time, interprétés dans des versions jazz.

## Liste des morceaux
1. Sunny
2. That's Life
3. Strangers in the Night
4. Willow Weep for Me
5. Cold Sweat
6. There Was A Time
7. Chicago
8. (I Love You) For Sentimental Reasons
9. Time After Time
10. All the Way
11. It Had to Be You
12. Uncle

## Personnel
- James Brown - chant
- Dee Felice - batterie
- Frank Vincent - piano
- Lee Tucker - basse
- Marva Whitney - chant

## Sources
- site officiel de Verve Records